# 飯塚悟史
飯塚 悟史（いいづか さとし、1996年10月11日 - ）は、新潟県上越市出身の元プロ野球選手（投手）。

## 経歴

### プロ入り前
中学時代からのバッテリーである鎌倉航とともに日本文理高校に進学し、1年の夏からベンチ入り。その秋から背番号「1」を背負い、2年の夏に第95回全国高等学校野球選手権大会初出場。2年秋の第44回明治神宮野球大会では合計3本塁打（決勝で2打席連続、うち1本はバックスクリーンを越える130m弾）を打つも、決勝で沖縄尚学に敗れる。3年春の選抜大会では豊川高校に1回戦で敗れるも、その夏の3度目の甲子園では、5試合を1人で投げ抜きベスト4に進出した。高校通算15本塁打。
2014年のプロ野球ドラフト会議で横浜DeNAベイスターズから7巡目指名を受け、11月5日に契約金2000万円、年俸500万円で仮契約した。背番号は「30」。

### DeNA時代
2015年、開幕を二軍で迎えたが、4月下旬に右肘の違和感を訴え、5月に遊離軟骨除去手術を受けた。故障の影響もあり、この年は二軍で5試合の登板にとどまり、防御率は0.60だった。オフには台湾で行われたウィンターリーグに参加。7試合に登板し、防御率2.03だった。
2016年、二軍で15試合に登板し、6勝7敗、防御率3.52だった。
2017年、開幕を二軍で迎えたが、6月18日の対オリックス・バファローズ戦（横浜スタジアム）がノーゲームとなった影響で先発のチャンスが回り、翌19日に一軍初登板初先発。5回無失点の力投を見せたものの、リリーフ陣が打たれ、初勝利はお預けとなった。その後も先発として登板を重ね、6試合目となる8月30日対中日ドラゴンズ戦（ナゴヤドーム）でプロ初勝利（5回2/3、1失点）を挙げた。
2018年、開幕前にチームの先発候補に故障者が続出する中、オープン戦で好投を続け、自身初の開幕ローテーション入りを果たす。好投しながらも打線の援護に恵まれなかった不運などもあり、9試合の先発登板で1勝6敗、防御率4.74だった。
2019年、2試合に先発したが防御率9.95と振るわず、二軍調整を経てリリーフに転向。3試合にリリーフとして登板したが、救援防御率12.60と先発時よりも打ち込まれる結果となった。二軍でも14試合46回2/3を投げて防御率5.21と一軍・二軍を通しても低調なシーズンに終わった。
2020年、二軍で一時は防御率37.13を記録するほど不振を極め、10月まで20試合に登板しながら防御率10点台と結果を残せなかった。結果的に3年ぶりに一軍登板なしに終わり、二軍では27試合の登板で1勝2敗、防御率9.00と振るわず、減額制限に迫る24.5％減、275万円ダウンの845万円（金額は推定）でサインした。
2021年、8月2日に右肘のクリーニング手術を受けたことが球団より発表された。9月2日、長男の誕生を自身のInstagramで報告。10月5日に戦力外通告を受け、トライアウトを受験。打者3人に対して被安打2・奪三振1の投球を披露するも、他球団からのオファーはなく、12月20日に現役引退が発表された。

### 現役引退後
現役引退後はDeNAの球団職員に転身し野球振興・スクール事業部に所属。横浜DeNAベイスターズベースボールスクールコーチなどを担当した。2023年シーズンより球団の1軍ゲームアナリストを務める。

## 選手としての特徴・人物
スリークォーターから最速151km/hのストレートと決め球であるフォークボールを軸に、スライダー、カットボール、カーブを投げる。
2020年シーズン開幕前に沖縄出身の女性ユニット「いーどぅし」でボーカル、三線を担当するかーなーと結婚したことを発表した。翌年9月長男が誕生している。

## 詳細情報

### 年度別投手成績
| 年 度     | 球 団     | 登 板 | 先 発 | 完 投 | 完 封 | 無 四 球 | 勝 利 | 敗 戦 | セ 丨 ブ | ホ 丨 ル ド | 勝 率 | 打 者 | 投 球 回 | 被 安 打 | 被 本 塁 打 | 与 四 球 | 敬 遠 | 与 死 球 | 奪 三 振 | 暴 投 | ボ 丨 ク | 失 点 | 自 責 点 | 防 御 率 | W H I P |
| --------- | --------- | ----- | ----- | ----- | ----- | -------- | ----- | ----- | -------- | ----------- | ----- | ----- | -------- | -------- | ----------- | -------- | ----- | -------- | -------- | ----- | -------- | ----- | -------- | -------- | ------- |
| 2017      | DeNA      | 9     | 8     | 0     | 0     | 0        | 1     | 3     | 0        | 1           | .250  | 186   | 42.0     | 41       | 9           | 21       | 1     | 4        | 27       | 1     | 0        | 22    | 20       | 4.29     | 1.48    |
| 2018      | DeNA      | 9     | 9     | 0     | 0     | 0        | 1     | 6     | 0        | 0           | .143  | 198   | 43.2     | 52       | 8           | 23       | 3     | 1        | 34       | 1     | 0        | 24    | 23       | 4.74     | 1.72    |
| 2019      | DeNA      | 5     | 2     | 0     | 0     | 0        | 0     | 1     | 0        | 0           | .000  | 52    | 11.1     | 17       | 4           | 3        | 0     | 1        | 9        | 0     | 0        | 14    | 14       | 11.12    | 1.76    |
| 通算：3年 | 通算：3年 | 23    | 19    | 0     | 0     | 0        | 2     | 10    | 0        | 1           | .167  | 436   | 97.0     | 110      | 21          | 47       | 4     | 6        | 70       | 2     | 0        | 60    | 57       | 5.29     | 1.62    |

### 年度別守備成績
| 年 度 | 球 団 | 投手  | 投手  | 投手  | 投手  | 投手  | 投手     |
| 年 度 | 球 団 | 試 合 | 刺 殺 | 補 殺 | 失 策 | 併 殺 | 守 備 率 |
| ----- | ----- | ----- | ----- | ----- | ----- | ----- | -------- |
| 2017  | DeNA  | 9     | 5     | 5     | 0     | 1     | 1.000    |
| 2018  | DeNA  | 9     | 1     | 6     | 0     | 1     | 1.000    |
| 2019  | DeNA  | 5     | 0     | 0     | 0     | 0     | ----     |
| 通算  | 通算  | 23    | 6     | 11    | 0     | 2     | 1.000    |

### 記録
初記録
投手記録
- 初登板・初先発登板：2017年6月19日、対オリックス・バファローズ3回戦（横浜スタジアム）、5回無失点で勝敗つかず[5]
- 初奪三振：同上、1回表に小島脩平から空振り三振
- 初勝利・初先発勝利：2017年8月30日、対中日ドラゴンズ21回戦（ナゴヤドーム）、5回2/3を1失点
- 初ホールド：2017年10月3日、対中日ドラゴンズ24回戦（横浜スタジアム）、6回表に2番手で救援登板、2回を1失点

打撃記録
- 初打席：2017年6月19日、対オリックス・バファローズ3回戦（横浜スタジアム）、3回裏に金子千尋から投犠打
- 初安打：2017年7月30日、対読売ジャイアンツ17回戦（東京ドーム）、2回表に大竹寛から中前安打

### 背番号
- 30（2015年 - 2021年）